# 呂運亨
呂運亨（朝鲜语：여운형（韩国写法）/려운형（朝鲜写法）、1886年4月22日—1947年7月17日），本贯咸陽呂氏，號夢陽，韓國獨立運動家。曾任朝鲜人民共和国副主席。

## 简介
生於京畿道楊根郡。
1914年，呂運亨到中華民國南京金陵大学修讀英语专业。1918年他在上海组织新韩青年党。1919年参加在上海法租界设立的大韩民国临时政府，被金奎植派遣去日本宣讲朝鲜独立的主张。1920年在上海参加高麗共產黨。1922年出席在莫斯科举行的远东地区各民族大会。1930年在上海被捕，在朝鲜服刑3年之后出狱。1933年任朝鲜中央日报社社长。呂運亨在中国期间曾入籍中华民国。
第二次世界大战時，1944年8月秘密建立建国同盟组织獨立活动。1945年日軍失利，呂運亨籌備发展独立运动，与朝鲜总督府政务总监远藤柳作接触，要求解放後治安維持行政權的委讓，释放政治犯和不干涉独立运动的承诺。8月15日傳來日本投降的消息，次日与安在鸿等人在京城（今首爾）组成朝鲜建国准备委员会（後改組為人民委員會），准备建立“民族真正的民主政权”。吕运亨被推选为该委员会委员长。9月6日，在京城召开“全國人民代表大會”，成立朝鲜人民共和国。成立宣言的第二天的9月8日，美国第十军团第24军的主力部队从仁川进入韩国；9月11日，美国在京城建立军政厅，進入美軍政期。9月18日，和宋镇禹、曹晩植（以上明治大学学生）、金性洙、安在鴻（以上早稻田大学学生）、金性洙等留日学生受全罗地区的资本家、湖南财阀的支持组成韩国民主党（韩民党），其中吕运亨是中道左派的代表性领导人，主张左右合作的统一战线。11月12日，吕运亨另外组建朝鮮人民黨，并任委員長（黨首），後成為民主主義民族戰線的其中一員。12月12日，美國軍政廳不承认人民委员会，并出动军警镇压，强行解散人民委员会，使朝鲜人民共和国以失败告终。
1946年5月，人民党内的非呂運亨派与朝鮮共產黨、朝鮮新民党内的合同推進派結盟，11月成立南朝鲜劳动党，由此人民党分裂，呂運亨則与共產党、新民党内的合同反對派合作成立社会劳动党。由於9月到10月反对军政的集会及罢工示威接连不断，军政厅强烈镇压，泛左派的南朝鲜劳动党受到民众的支持开始崛起；而社会劳动党在激烈的政治斗争之中丧失机能，1947年2月解散。5月24日，呂運亨支持派又成立勤劳人民党（勤民党），積極推動左右合作的路線，但未能取得泛左派的南朝鮮劳动党以及泛右派的美軍政廳之認同，同時黨內的旧人民党系和旧社会劳动党系引發激烈衝突。1947年7月19日，呂運亨被自稱效力白衣社的極右派青年韓智根枪击身亡，勤民党走弱瓦解。

## 家庭
祖父吕圭信（？-1903）认为清朝统治下的中国是胡虏，朝鲜应扫清胡虏，恢复中华，向朝廷建议北伐，四处奔走，组织秘密结社，事情败露后流放平安道深山，仍不忘北伐，每天研读兵书和算学。呂運亨受其教导。
女儿吕鸳九在担任朝鲜祖国统一民主主义战线中央委员会议长时，于2005年7月7日表示不接受韩国政府授予吕运亨的“建国勋章总统奖”。当天朝鲜《统一新报》采访她，她说：“南朝鲜当局仍然把过去的独立运动家分成所谓的共产主义系列、亲北系列进行意识形态争论，与过去的军事独裁时期没有根本性的区别。他们肆意评价我父亲、授予勋章是毫无道理的行为。”“如果南朝鲜当局真正要评价我父亲，应该首先弄清暗杀罪犯美国的罪行，并作出让美军撤出南朝鲜的决定。”

## 外部連結
- Who was Yo Un-Hyung?(Yo is another romanized name of Yuh. The actual name sounds similar to Yo, but the author of this article used Yuh, because it was the original English name that Yuh himself used.)
- Mongyang Memorial Society（页面存档备份，存于）
- KBS Documentary 人物現代史 呂運亨. (1/7)（页面存档备份，存于）(韓國語)
- KBS Documentary 人物現代史 呂運亨. (2/7)（页面存档备份，存于）(韓國語)
- KBS Documentary 人物現代史 呂運亨. (3/7)（页面存档备份，存于）(韓國語)
- KBS Documentary 人物現代史 呂運亨. (4/7)（页面存档备份，存于）(韓國語)
- KBS Documentary 人物現代史 呂運亨. (5/7)（页面存档备份，存于）(韓國語)
- KBS Documentary 人物現代史 呂運亨. (6/7)（页面存档备份，存于）(韓國語)
- KBS Documentary 人物現代史 呂運亨. (7/7)（页面存档备份，存于）(韓國語)

| 官衔   | 官衔                                         | 官衔                                           |
| ------ | -------------------------------------------- | ---------------------------------------------- |
| 新設立 | 朝鲜人民共和国副主席 1945年9月6日－1946年2月 | 繼任： 职务废除 驻朝鲜美国陆军司令部军政厅成立 |